# هنری کیچکا
هنری کیچکا (به انگلیسی: Henri Kichka) (زاده ۱۴ آوریل ۱۹۲۶ – درگذشته ۲۵ آوریل ۲۰۲۰) یکی از بازماندگان اردوگاه کار اجباری آلمان نازی بود. او تنها عضو یکی از خانواده یهودیان بود که از بلژیک اخراج شدند. از دهه ۱۹۸۰ او شروع به سخن گفتن کرد و به افشاگری جنایات نازی‌ها علیه یهودیانی که در دستشان اسیر بودند پرداخت. وی در ۲۰۰۵ زندگی‌نامه خود را به رشته تحریر درآورد. او پدر کاریکاتوریست بلژیکی- اسرائیلی مایکل کیچکا بود.

## کروناویروس و درگذشت
هنری به عنوان یکی از آخرین بازماندگان هولوکاست در ۲۵ آوریل ۲۰۲۰ در سن ۹۴ سالگی در بلژیک به دلیل ابتلا به کرونا درگذشت. هنری کیچکا بین سال‌های ۱۹۴۲ تا ۱۹۴۵ دو سال و نیم عمر خود را در اردوگاه نازی سپری کرد. سربازان ارتش نازی او و تمامی اعضای خانواده‌اش را در بلژیک بازداشت کرده بودند.